# Chen Shih-Kai
Chen Shih-Kai es un deportista taiwanés que compitió en taekwondo. Ganó una medalla de bronce en el Campeonato Asiático de Taekwondo de 1998, en la categoría de –64 kg.

## Palmarés internacional
| Representando a China Taipéi |                              |                   |           |
| Campeonato Asiático          |                              |                   |           |
| Año                          | Lugar                        | Medalla           | Categoría |
| 1998                         | Ciudad Ho Chi Minh (Vietnam) | Medalla de bronce | –64 kg    |